# Найл Рейнджер
Найл Рейнджер (англ. Nile Ranger, нар. 11 квітня 1991, Лондон) — англійський футболіст, нападник клубу «Саутенд Юнайтед». Відомий своїми постійними проблемами з законом, через які не раз потрапляв до поліцейського відділку

## Клубна кар'єра
Народився 11 квітня 1991 року в Вуд-Грін на півночі Лондона. Свою футбольну кар'єру розпочав у футбольній академії «Крістал Пелес». Пізніше був помічений скаутами «Саутгемптон». Але його кар'єра була майже закінчена, ще не встигнувши навіть початися: під час гри за клуб він був звинувачений в озброєному пограбуванні, вчиненому перед підписанням контракту, через що провів 11 тижнів в ув'язненні в закладі для неповнолітніх.
Незважаючи на це, в липні 2008 року Денніс Вайз, будучи тоді директором «Ньюкасл Юнайтед», вирішив запросити Рейнджера в клуб. Перший матч за академію «Юнайтед» Ренджер провів 23 серпня 2008 року проти «Лестера». А вже через тиждень, 1 вересня, дебютував за другий склад команди проти «Сандерленда» на Сент-Джеймс Парк. Свій перший сезон на Тайнсайді Найл закінчив з п'ятнадцятьма голами за академію, і сімома забитими м'ячами за дублюючий склад команди.
Згодом Рейнджер був помічений менеджером першої команди Аланом Ширером, який підписав новий покращений контракт з хлопцем терміном на три з половиною роки. Дебютував за першу команду Найл 8 серпня 2009 року в матчі Чемпіоншипа проти «Вест Бромвіча». Рейнджер вийшов на заміну в кінці другого тайму замість Шоли Амеобі. Всього в тому сезоні Рейнджер зіграв у 25 маитчах і забив 2 голи, допомігши команді повернутись в Прем'єр-лігу, де наступного сезону зіграв у 24 матчах. Проте надалі через проблеми з законом за першу команду більше не грав, виступаючи за дубль, а також в оренді за нижчолігові «Барнслі» та «Шеффілд Венсдей». 1 березня 2013 року контракт гравця з клубом було розірвано.
16 серпня 2013 року підписав контракт з клубом Першої ліги «Свіндон Таун», незважаючи на триваючий розгляд справи про зґвалтування. Він зіграв за команду клубу 28 матчів у всіх турнірах, забивши десять м'ячів, але через дисциплінарні проблеми 2 травня 2014 року, Рейнджер і «Свіндон» взаємно домовилися розірвати контракт за обопільною згодою.
16 серпня 2014 року став гравцем «Блекпула» з Чемпіоншипу, підписавши однорічний контракт. До кінця року за клуб з Блекпула він зіграв 14 матчів в національному чемпіонаті і забив 2 голи, проте на початку грудня того ж року Найл покинув клуб, стверджуючи, що він був змушений повернутися в Лондон через «сімейні обставини». В кінці січня 2015 року «Блекпул» почав штрафувати форварда за кожен день, коли він був відсутній, проте гравець так і не з'явився. У травні 2015 року «Блекпул» відпустив 17 гравців після їх вильоту в нижчу лігу, проте продовжили контракт Рейнджера ще на один рік. Незважаючи на заяви, що він повернеться в клуб для передсезонної підготовки в рамках підготовки до сезону 2015/16, Найл так на неї і не приїхав, з'явившись в команді лише 28 липня, після чого зіграв чотири товариські гри, але за першу команду так і не провів жодного матчу. 2 лютого 2016 року «Блекпул» оголосив, що Рейнджер покинув клуб.
3 серпня 2016 року підписав однорічний контракт з клубом Першої ліги «Саутенд Юнайтед».

## Виступи за збірну
2009 року дебютував у складі юнацької збірної Англії, разом з якою став фіналістом юнацького (U-19) чемпіонату Європи 2009 року. Всього взяв участь в 11 іграх на юнацькому рівні, відзначившись 6 забитими голами.

## Проблеми з законом
У 2007 році у віці 15 років, він був засуджений до 11 тижнів в закладі для неповнолітніх, будучи визнаним винним в участі у вуличних розбоях в Масвелл-Гілл, Лондон.
|                 | Я був членом вуличної банди. Нас визнали винним у пограбуванні. У справі фігурувала зброя, але ми її не використовували. Тюрма виявилася непростим випробуванням, але вона мене багато чому навчила. І найважливіше, що я зрозумів, це те, що назад я туди не хочу. Коли я перебрався в "Ньюкасл", моє життя повністю змінилося |
| — Найл Рейнджер | |

У травні 2011 року Рейнджер виклав фотографію, в якій позує з пістолетом. Незабаром представник «Ньюкасла» заявив, що це не справжній пістолет, а точна копія і «Ніл шкодує про те, що трапилося, розуміючи що він повинен бути позитивним прикладом для юних уболівальників».
27 серпня 2011 року Рейнджер був заарештований за підозрою в нападі на чоловіка в центрі Ньюкасла, залишивши жертву в несвідомому стані на вулиці. Після цього Найл був відправлений до резервної команди «Ньюкасл Юнайтед», але не був визнаний винним у злочині у жовтні 2012 року.
У жовтні 2011 року він був звинувачений в п'яних безладах на Соборній площі Ньюкасла. Звинувачення прийшло лише через кілька днів після того, як Рейнджер був відновлений до тренувань з першою командою «Ньюкасла» після тримісячного вигнання в резервній команді.
У березні 2012 року він був оштрафований Англійською федерацією футболу за гомофобні коментарі на сайті соціальної мережі Twitter.
Зранку 23 вересня 2012 року поліція прибула в будинок в Енфілді на півночі Лондона після того, як отримала повідомлення про порушення. Вхідні двері будинку були сильно пошкоджена і Рейнджер був затриманий на місці події, а потім звинувачений в злочинному заподіянні шкоди. Звинувачення проти Найла були зняті в листопаді після того, як суд прийняв його пояснення, що він пошкодив двері, побоюючись, що його подругу викрадають.
25 січня 2013 року Рейнджер був заарештований за підозрою в зґвалтуванні дівчини, ім'я і вік якої не називаються. У повідомленні прес-служби поліцейського відділу Нортумбрії йдеться, що виклик від дівчини був отриманий в четвер. Дівчина заявила, що її зґвалтували в готелі Jesmond неподалік від Ньюкасла. Прес-служба «сорок» відмовилася коментувати арешт гравця команди, але незабавром контракт з гравцем було розірвано. 4 березня 2014 року з футболіста були зняті обвинувачення в Королівському суді Ньюкасла.
14 березня 2013 року Рейнджер був звинувачений у нападі після інциденту в центрі Ньюкасла.
23 березня 2014 року Рейнджер був заарештований за підозрою в пошкодження таксі в Ліверпулі. Пізніше він визнав себе винним в заподіянні шкоди і був оштрафований на £ 1000, крім того його зобов'язали виплатити компенсацію водієві таксі за розбите вікно.
28 квітня 2014 року Найл був звинувачений в злочинному заподіянні шкоди після інциденту в житловому будинку в місті Свіндон 13 квітня того ж року, пошкодивши двері ліфта, стіни і скляні панелі, за що пізніше він був оштрафований.
У травні 2014 року Рейнджер був визнаний винним в їзді у стані алкогольного сп'яніння, після того, як був знайдений сплячим на водійському місці свого автомобіля на автомагістралі M4.